# Боабдил
Абу Абдалах Мухамад познат кастилијанцима као Боабдил (шпански запис имена Абу Абдулах), био је 22. и последњи владар Насрида из Емирата Гранаде у Иберији.

## Султан
Мухамед XII је био син Абу ал-Хасана Алија, султана Емирата из Гранаде кога је наслиједио 1482. године. Био је заробљен у Лусени 1483. године. За вријеме заробљеништва његов отац је био враћен на власт у Гранади. 1485. долази до смјене и његов ујак Мухамед XIII постаје нови владар, познат и као Абдуллах ез Загал. Мухамед је добио своју слободу и хришћанску подршку за повратак на пријестол 1487. године, сагласним да се Гранада задржи као трибутно краљевство под католичким монархом. Даље се обавезао да неће интервенисати у опсади Малаге, коју су хришћани заузели.

## Краљевство Гранада
Године 1491, Мухамеда XII позивали су Фернандо II од Арагона и Изабела I од Кастиље да предају град Гранаду. 2. јануара 1492, Гранада је била предана Шпанији. У најраскошнијем одјелу краљевска поворка преселила се из Санта Феа на мјесто које је било удаљено око једне миље од Гранаде, гдје је Фердинанд преузео своју позицију на обалама Генила. Приватно писмо које је очевидац показао Леону само шест дана након што је Гранада предата гласило је:
Маврски султан са око осамдесет или стотину коњаника врло добро обучен, отишао је да пољуби руку својих Височанстава. Према коначном уговору o капитулацији и Изабела и Фердинанд ће одбити понуду, а кључ за Гранаду ће прећи у шпанске руке, а без Мухамеда XII да пољуби руке Лос Реиеса, пошто је шпански краљевски пар постао познат. Непокорна мајка Мухамеда XII инсистирала је на томе што је њеном сину спасила ово коначно понижење.
Чини се да је био присутан Кристифор Колумбо; он се позива на предају: 
Након што су Ваше Височанства завршиле рат Мавра који су владали у Европи и завршили рат за велики град Гранаду, гдје је ове седмице 1492. године 2. јануара видео краљевске заставе ваших Височанстава постављених силом оружја на токове Алхамбре.

## Боравак у егзилу
Легенда говори о томе како је Мухамед XII ишао у изгнанство, стигао је до стјеновитог проминентитета који је посљедњи поглед на град. Овде је уздахнуо и погледао последњи пут Алхамбру и зелену долину која се ширила испод. Мјесто на коме се то наводно догодило данас је познато као Суспиро дел Моро, "уздах Моор". Мухамед је ожалио свој губитак и наставио путовање до егзила у пратњи његове мајке. Мухамед XII је добио имање у Лаујар де Андараку, Лас Алпујаррас, планинском подручју између Сијера Неваде и Средоземног мора, али је у октобру 1493. прешао Медитеран у Фес, у Мароку, уз пратњу 1.130 присутних и службеника. Велики број муслиманског становништва Гранаде већ је побјегао у Сјеверну Африку, користећи одредбу о члановима предаје која је омогућила слободан пролаз. Убрзо након његове предаје, Мухаммад Боабдил је послао дуго писмо маринидским владарима у Мароку који су тражили уточиште.

### Писмо краљу Марока
Писмо започиње дугом песмом која похваљује мариниде, а затим прозни пасус у којем се тражи опроштај за раније кршење његових предака против Маринида. Цијели текст је извјештавао ал-Маккар. .. Господин Кастиља предложио нам је угледну резиденцију и дао нам је увјеравања о сигурности којима је обећао својим руком, довољно да убједи душе. Али ми, као потомци Бану ал-Ахмар-а, нисмо се задовољили и наша вјера у Бога нам не дозвољава да живимо под заштитом невјерности.
Такође смо добили са истока пуно слова пуно добре воље, позивајући нас да дођемо на своју земљу и понудимо најбоље предности. Али не можемо да изаберемо осим нашег дома и дома наших предака, можемо прихватити само заштиту наших рођака, не због опортунизма, већ да потврдимо братски однос између нас и испуњавамо свједочанство наших предака, што нам не говори да тражимо било какву помоћ другу од Маринида и да не дозволимо да нас нешто спријечава да одлазимо код вас. Тако смо пролазили на огромне земље и упловили у бурно море и надамо се да нам се неће вратити и да ће наше очи бити задовољене, а наше болове и тешке душе ће бити исцељене од ове велике боли ... - Мухамад Абу Абдаллах
Оригинална верзија писма на арапском језику: ولقد عرض علينا صاحب قشتالة مواضع معتبرة خير فيها، وأعطى من أمانه المؤكد فيه خطه بأيمانه ما يقنع النفوس ويكفيها، فلم نر
ونحن من سلالة الأحمر، مجاورة الصفر، ولا سوغ لنا الإيمان الإقامة بين ظهراني الكفر، ما وجدنا عن ذلك مندوحة ولو شاسعة، وأمنا من المطالب المشاغب حمة شرٍ لنا لاسعة، وادكرنا أي ادكار، قول الله تعالى المنكر لذلك غاية الإنكار "ألم تكن أرض الله واسعة" وقول الرسول، عليه الصلاة والسلام، المبالغ في ذلك بأبلغ الكلام "أنا بريء من مؤمن مع كافر لا تتراءى ناراهما" وقول الشاعر الحاث على حث المطية، المتثاقلة عن السير في طريق منجاء البطية
وما أنا والتلدد نحو نجد وقد غصت تهامة بالرجال
ووصلت أيضاً من الشرق إلينا، كتب كريمة المقاصد لدينا، تستدعي الانحياز إلى تلك الجنبات، وتتضمن ما لا مزيد عليه من الرغبات، فلم نختر إلا دارنا التي كانت دار آبائنا من قبلنا، ولم نرتض الإنضواء إلا لمن بحبله وصل حبلنا، وبريش نبله ريش نبلنا، إدلالاً على محل إخاء متوارث لا عن كلالة، وامتثالاً لوصاة أجداد لأنظارهم وأقدارهم أصالة وجلالة، إذ قد روينا عمن سلف من أسلافنا، في الإيصاء لمن يخلف بعدهم من أخلافنا، أن لا يبتغوا إذا دهمهم داهم بالحضرة المرينية بدلاً، ولا يجدوا عن طريقها في التوجه إلى فريقها معدلاً، فاخترقنا إلى الرياض الأريضة الفجاج، وركبنا إلى البحر الفرات ظهر البحر الأجاج، فلا غرو أن نرد منه على ما يقر العين، ويشفي النفس الشاكية من ألم البين
Историчар из 17. вијека Ал-Маккари написао је да је Мухамед XII прешао Медитеран до Мелиље и отишао у Фес где је градио палату. Остао је тамо до своје смрти 1533/1534 (940 н. е.) Био је сахрањен у близини Мусале (мјесто посебне молитве током исламских фестивала) који се налазио изван "Баб Схериа" у Фесу. Мухамед XII је имао два сина; Иусеф и Ахмед. Ал-Маккари се сусрео са својим потомцима 1618. године у Фесу; они су живјели у сиромаштву и ослањали се на Зекат .Шпански хроничар Луис дел Мармол Карвахал написао је: "Мухамед XII умро је у близини Оуед ел Ассоуада (Црна ријека) у тврђави рекао је Вакуби током рата између Маринида и Садијаца." Овај извор такође узима Лоуис де Чениер, дипломата краља Француске Луја XVI, у свом историјском истраживању о маровима и историји царске државе Марока објављеном у Паризу 1787.

## Мухамед XII као инспирација
- Он је главни лик у "Освајању Гранаде[мртва веза]" Џона Дрејдена, херојској драми у два дјела, 1672.
- Био је предмет три-акт опера „Boabdil, der letzte Maurenkönig[мртва веза]”, Оп. 49, написан 1892. од стране јеврејско-немачко-пољског композитора Мозговског.
- Шпански композитор Гаспар Касадо написао је „ Elegía a la pérdida de la Alhambra[мртва веза]" за виолончело и клавир, у знак сјећања на краља.
- Шпански композитор Антон Гарциа Абрил написао је „ Canciones del Jardin Secreto[мртва веза]" из циклуса пјесама за глас и клавир; он је постављен на текст (на Андалузијском арапском језику) који се приписује Боабдилу, у којем се жали на губитак Алхамбре.
- Абу Абдаллах се појављује као главни лик у „De Ongelukkige[мртва веза]” који је 1915. објавио холандски аутор Луис Коуперус. Овај роман покрива последњу деценију владавине Абу Абдаллаха владара Емирата Гранаде.
- Он је приказан од стране Калида Абдале у филму „ Assassin's Creed "(2016).
- Андалузијски пјевач и пјесник Карлос Кано посветио је пјесми Мухамеду XII у свом албуму „Crónicas Granadinas, entitled Caída del Rey Chico Архивирано на веб-сајту  (30. јул 2013)”
- Књига Салмана Русхдија, „ The Moor's Last Sigh[мртва веза]” , такође садржи досљедне референце на Мухамеда XII.
- Он се појављује као лик у Лео Африканусу (роман) Амина Малоуфа.

- Књига Луиса Арагона даје драматизовану и поетску верзију приче о хватању Гранаде, што укључује Мухамеда XII као један од два главна карактера присутна у роману (Мајнун је други Елса, за коју се може рећи је други главни лик, одсутан је из књиге.)
- Пакистанска Телевизијска Корпорација (ПТВ) произвела је драму 1980. године, на основу романа „Shaheen[мртва веза]” Насима Хијазија. У овој драми Абу Абдуллах Мохаммад је играо Шакил Ахмеда.
- Такође 1980. године (у периоду од 22. новембра до 7. фебруара 1981. године) појавио се у додатку стрипу португалском листу „A Capital[мртва веза]” 12-страница стриповска прича о освајању Гранаде са Боабдилом као главним ликом, Луз до Ориенте ("Свјетлост оријентације "). Скрипте је написао књижевник популарне књижевности и књижевник Хорге Магалхаес, а цртеж је био вајара португалско-гвинејског сликара Аугусто Триго.
- Боабдил се појавио као главни лик у шпанском серијском филму Рекуием пор Гранада (1991). У овом серијалу, одиграо га је Мануел Бандера. Млади Боабдил је играо Луцас Мартин.
- Боабдил се појавио као главни лик у другој сезони Шпанске ТВ серије Исабел (2013). У овој емисији, играо је Алек Мартинез.